# Die Bienenhüterin
Die Bienenhüterin (Originaltitel: The Secret Life of Bees) ist ein US-amerikanisches Filmdrama aus dem Jahr 2008. Regie führte Gina Prince-Bythewood, die auch das Drehbuch anhand des Romans Die Bienenhüterin von Sue Monk Kidd aus dem Jahr 2002 schrieb.

## Handlung
Der Film spielt im Jahr 1964 in South Carolina. Die 14-jährige Lily Owens lebt auf der Farm ihres gewalttätigen Vaters und hat regelmäßig Albträume vom Tod ihrer Mutter Deborah, an dem sie sich schuldig fühlt (Lily war zu dem Zeitpunkt vier Jahre alt). Eine Ersatzmutter findet sie in Rosaleen Daise, der schwarzen Haushaltshilfe ihres Vaters.
Nachdem das Wahlrecht für alle US-Amerikaner bestätigt ist (Civil Rights Act), begleitet Lily Rosaleen in die benachbarte Stadt, in der Rosaleen sich in das Wahlregister eintragen lassen will. Lily muss allerdings mit ansehen, wie Rosaleen zusammengeschlagen, von der Polizei abgeführt und in ein Krankenhaus gebracht wird. Sie beschließt, Rosaleen aus dem Krankenhaus zu befreien und gemeinsam mit ihr zu fliehen.
Ziel ihrer Flucht ist der Ort Tiburon, von dem Lily vermutet, dass sie dort etwas über die Vergangenheit ihrer Mutter recherchieren kann. Allerdings weiß sie nicht genau, wie sie es anstellen soll und so landen Rosaleen und sie zunächst auf der Farm der Bienenzüchterin August und ihren Schwestern June und May. Dort lernt sie Zac kennen, der zusammen mit August arbeitet.

## Kritiken
Die Organisatoren des Toronto International Film Festivals schrieben, die Regisseurin behandle die komplexen Rassenfragen mit Sensibilität. Besonders bemerkenswert sei die Darstellung von Dakota Fanning.

## Hintergründe
Der Film wurde in North Carolina im Januar und Februar 2008 gedreht. Seine Weltpremiere fand am 5. September 2008 auf dem Toronto International Film Festival statt. Am 17. Oktober 2008 startete der Film in den Kinos der USA. In Deutschland war der Film vom 23. April 2009 an zu sehen.